# Csermely Péter (biokémikus)
Csermely Péter (Budapest, 1958. október 7. –) Széchenyi-díjas magyar biokémikus, hálózatkutató, a Magyar Tudományos Akadémia rendes tagja. A Semmelweis Egyetem Molekuláris Biológiai Tanszékének egyetemi tanára. 2008 és 2010 között a Sólyom László köztársasági elnök által életre hívott Bölcsek Tanácsának tagja volt.

## Életpályája
Az ELTE Apáczai Csere János Gyakorló Iskolában érettségizett. 1977-ben kezdte meg tanulmányait az Eötvös Loránd Tudományegyetem Természettudományi Kar vegyész szakán, ahol 1982-ben szerzett diplomát. TMB-ösztöndíjas volt. Ösztöndíjas évei után a SOTE Orvosi Vegytani Intézet adjunktusa, majd később docense lett. 1999-ben kapta meg egyetemi tanári kinevezését. 1997 és 2000 között Széchenyi professzor ösztöndíjasként tevékenykedett. 1984 és 1985 között a New York-i Állami Egyetemen (Syracuse), 1989 és 1991 között a Harvard Egyetemen kutatott. Többször tett tanulmányutat Tokióba és Pekingbe.
1993-ban a Magyar Tudományos Akadémia Sejt- és Fejlődésbiológiai Bizottságának tagja lett. Ugyanebben az évben a Magyar Biológiai Társaság sejtbiológiai szakosztályának titkárává is megválasztották, amely posztot 1996-ig töltötte be. 1995 és 2015 között a Magyar Biokémiai Egyesület főtitkára, később alelnöke volt. 2001 és 2007 között az MTA közgyűlési képviselőjeként is dolgozott. 2007 és 2009 között az Országos Köznevelési Tanács tagja volt. A kutató diákokkal kapcsolatos munkájáért az Ashoka International tagjai közé választotta. 2015 és 2019 között a Rockefeller Alapítvány Bellagio Resident Program szelekciós bizottságának a tagja volt.
1990-ben védte meg az orvostudományok kandidátusi, 1994-ben akadémiai doktori értekezését. 2013-ban a Magyar Tudományos Akadémia levelező, 2019-ben pedig rendes tagjává választották. Kutatási területe a komplex rendszerek és hálózatos leírásuk adaptációja és tanulása. Több mint 250 tudományos közlemény szerzője, amelyre eddig több mint 12000 független Web-of-Science és 24000 Google Scholar hivatkozást kapott. 2013 és 2015 között a Barabási Albert Lászlóval közösen alapított Dzzom, 2014 és 2016 között a CX-Ray tanácsadó testületének tagja. 2015-ben korábbi diákjaival, Szalay Kristóffal, Veres Dániellel és Fekete Ivánnal, valamint Nagy Szabolccsal együtt alapította a Turbine hálózatkutató céget. Kutatásai mellett fiatal tehetségek támogatásával, gondozásával, illetve munkájuk elősegítésével foglalkozik.
2018 és 2022 között a Budapest Angyalföldi evangélikus gyülekezet presbitere, 2020 és 2022 között a gyülekezet felügyelője. 2019-től az Evangélikus Hittudományi Egyetem késői elhívású teológus/lelkész szakos hallgatója, 2022-ben teológia MA fokozatot szerzett. 2022-ben evangélikus lelkésszé szentelték, e minőségében az egyetemisták szolgálatát látja el Budapesten.

## Közéleti-politikai pályafutása
Az 1980-as években különböző vezető tisztségeket töltött be a KISZ-ben. Az ELTE TTK KISZ-Bizottságának titkára volt, 1986-tól a KISZ Központi Bizottságának tagja, 1988-tól a KISZ KB Középiskolai és Szakmunkástanuló Tanácsának (KSZT) elnöke és ennél fogva a 17 tagú Intéző Bizottság tagja lett. E testületben többek között Gyurcsány Ferenccel és Kiss Péterrel dolgozott együtt. E minőségében kezdeményezője volt a Közoktatásfejlesztési Alap megteremtésének, és – a frissen alakuló alternatív középiskolai ifjúsági szervezet vezetésével együttesen – társadalmi vitát kezdeményezett a Bős-nagymarosi vízlépcső ügyében. A KISZ 1989. áprilisi megszűnése után további politikai szerepet nem vállalt.
Az EU Michel Rocard, volt francia miniszterelnök vezetésével működő bizottságának tagjaként ajánlásokat dolgozott ki a természettudományos tárgyak oktatásának megújítására (Rocard-report). 2007 és 2009 között az MTA delegáltjaként az Országos Köznevelési Tanács tagja, 2008 és 2009 között az MTA elnöki közoktatási bizottságának tagja volt. 2008 és 2010 között a Sólyom László köztársasági elnök által életre hívott Bölcsek Tanácsának az oktatás áttekintését összefogó tagja volt. 2010-ben megalapította a néhány éven keresztül aktív Liliomos Mozgalmat, amelynek tagjai egy élhetőbb Magyarországért dolgoztak - minden napjukon.
2006 és 2016 között a Nemzeti Tehetségsegítő Tanács alapító elnöke volt. A Tanács tagszervezetei 2009 óta egy, az egész Kárpát-medencére kiterjedő tehetségsegítő hálózatot hoztak létre, amely 2018-ra már több mint 200 ezer emberrel állt kapcsolatban. 2012 és 2020 között a European Council for High Ability elnöke volt. 2014-től az európai tehetséggondozás ezen akkor 25 éves civil szervezetének vezetőjeként egy Európai Tehetségsegítő Hálózat kialakítását kezdte el, amelynek 2015-ben 13 európai országban 14 Európai Tehetségközpontja, 2020-ra pedig több mint 400 Tehetségpontja lett Európa és sok más kontinens több mint 50 országában.

## Díjai, elismerései
- Tankó-díj (1986)
- Howard Hughes-díj (1995)
- Huzella Tivadar-díj (1996)
- Pázmány Péter-díj (2002)
- Tiszteletbeli Jedlik Ányos-díj (2002)
- Az Európai Molekuláris Biológiai Szervezet (EMBO) Tudományos Kommunikáció díja (2003)-ban
- Az Európai Unió Descartes-díja (2004)
- Az év ismeretterjesztő tudósa (2004)
- A Magyar Köztársasági Érdemrend lovagkeresztje (2005)
- Pannon Példakép díj (2006)
- Mestertanár (2009)
- Magyar Örökség díj (2010)
- Széchenyi Társaság díja (2010)
- Spirit of Budapest Award (2011)
- Prima díj (2011)
- In memoriam Gábor Dénes oklevél (2012)
- International Award for Creativity of the World Council for Gifted and Talented Children (2013)
- A Tehetségek Szolgálatáért (a Nemzeti Tehetségsegítő Tanács életmű díja, 2016)
- Cell Stress Society International, Senior Fellow (2017)
- Bona Bonis életmű-díj (2018)
- a Sárneczky Krisztián által 2003-ban a Piszkéstetői Obszervatórium-ban felfedezett 136273-as aszteroidát a tiszteletére nevezték el[7]
- Széchenyi-díj (2019)

## Főbb könyvei, tanulmányai
- Csermely Péter–Gergely Pál: A megismerés csapdái. A tudományos kutatómunka módszertana és problémái; Magyar Biológiai Társaság Sejt- és Fejlődésbiológiai Szakosztálya, Budapest, 1995 (Sejtbiológiai ki kicsoda sorozat)
- Stress of Life from Molecules to Man (szerk., 1998; szerk. 2007)
- Kutatás és közlés a természettudományokban (társszerző, 1999)
- Stresszfehérjék. Sejtjeink ősi védekező mechanizmusa; Vince, Budapest, 2001
- Science Education: Recruitment and Public Understanding (szerk. 2003; szerk. 2005; szerk. 2007)
- Rejtett hálózatok ereje. Mi segíti a világ stabilitását?; Vince, Budapest, 2005 (Tudomány-egyetem)
- Weak Links (2006, paperback: 2009)
- Szárny és Teher (2010)
- Hálózatok bűvöletében Archiválva 2014. március 24-i dátummal a Wayback Machine-ben. Csermely Péter professzorral beszélget Kapitány Katalin; Kairosz, Bp, 2010 (Miért hiszek?)
- Bloghálózatos életfilozófiám; szerk. Kapitány Katalin; Typotex Kiadó, Budapest, 2012 ISBN 978-963-2796-64-2
- Hogyan tudjuk megváltoztatni a bennünk lévő és a minket körülvevő hálózatokat?; MTA, Budapest, 2014 (Székfoglalók a Magyar Tudományos Akadémián) ISBN 978-963-508-717-4
- Mennyei hálózatban. Csermely Péter akadémikussal beszélget Boda Zsuzsa; Luther, Budapest, 2021

## Interjúk, előadások
- életéről Archiválva 2008. szeptember 24-i dátummal a Wayback Machine-ben, Természet Világa, 2003
- hálózatkutatásról, Mindentudás Egyeteme, 2005
- kutató diákokról, Köznevelés, 2006
- , Új Pedagógiai Szemle, 2007
- , 2008
- a Bölcsek Tanácsáról, Index.hu, 2009
- a Bölcsek Tanácsa munkájának befejezéséről, Index.hu, 2010
- interjú a nol.hu-n a Bölcsek Tanácsa munkájáról, 2010
- interjú az fn.hu-n a Bölcsek Tanácsa munkájáról, 2010
- interjú az Evangélikus Portálon a "Miért hiszek" c. kötet megjelenése kapcsán, 2010
- akadémiai székfoglaló előadás, 2014. február 11.
- Előadás az Evangélikus Hittudományi Egyetemen a hálózatok esztétikájáról. YouTube, 2014. március 27.
- "Ki a tehetség?" előadás az Országos Humánmenedzsment Egyesület konferenciáján. YouTube, 2014. május 29.
- "A hétköznapi hősök hálózatai" előadás. YouTube, 2014. június 19.
- A Magyar Templeton Program megnyitó beszéde. YouTube, 2015. szeptember 12.
- "Molekuláris hálózatok adaptációs folyamatai" előadás a Magyar Bioinformatikai Társaság konferenciáján. YouTube, 2016. november 10.
- "Tehetség, bölcsesség, integritás, lélekfejlődés, karizma: Hogyan érjük el, hogyan segítenek ebben a hálózatok?" előadás a Magyar Templeton Program Networking Day rendezvényén. YouTube, 2016. november 30.
- "Útravaló beszéd" a Magyar Templeton Program záróbeszéde. YouTube, 2017. február 15.
- "Sikeres önmegvalósítás, a tehetség kibontakoztatása, integritás, lélekfejlődés" előadás korábbi középiskolájában, az Apáczai Csere János Gimnáziumban. YouTube, 2017. június 21.
- Az Európai Tehetségtanács (ECHA) elnökeként eltöltött nyolc évről. 2020. szeptember 24.